# المكتب السياسي للحزب الشيوعي الصيني
المكتب السياسي المركزي للحزب الشيوعي الصيني، المعروف رسميا باسم المكتب السياسي للجنة المركزية للحزب الشيوعي الصيني والمعروف باسم المكتب المركزي قبل عام 1927، هو مجموعة من 25 شخصا يشرفون على الحزب الشيوعي الصيني. على عكس المكتب السياسي (المكاتب السياسية) للأحزاب الشيوعية الأخرى، تتركز السلطة داخل المكتب السياسي في اللجنة الدائمة للمكتب السياسي، وهي مجموعة أصغر من أعضاء المكتب السياسي.
يتم انتخاب المكتب السياسي اسميا من قبل اللجنة المركزية. من الناحية العملية ، يعتقد علماء سياسات النخبة الصينية أن المكتب السياسي هو هيئة دائمة، مع اختيار أعضاء جدد من كل من المكتب السياسي ولجنته الدائمة من خلال سلسلة من المداولات من قبل أعضاء المكتب السياسي الحاليين وأعضاء اللجنة الدائمة للمكتب السياسي المتقاعدين. يجري أعضاء المكتب السياسي الحالي والسابق سلسلة من استطلاعات الرأي غير الرسمية لتحديد مستوى دعم المجموعة لعضوية كل مرشح جديد في المكتب السياسي. تبدأ عملية اختيار المكتب السياسي الجديد باجتماع مغلق تعقده اللجنة الدائمة للمكتب السياسي الحالي في بيدايخه في الصيف قبل انعقاد مؤتمر الحزب.
تكمن سلطة المكتب السياسي إلى حد كبير في حقيقة أن أعضائه يشغلون بشكل متزامن مناصب داخل جمهورية الصين الشعبية في المناصب الحكومية ومع السيطرة على تعيينات الموظفين التي يمتلكها المكتب السياسي والأمانة العامة. بالإضافة إلى ذلك، يشغل بعض أعضاء المكتب السياسي مناصب إقليمية قوية. من غير الواضح كيف يعمل المكتب السياسي داخليًا، ولكن يبدو أن المكتب السياسي الكامل يجتمع مرة واحدة في الشهر، وتجتمع اللجنة الدائمة أسبوعيًا. يبدو أن جدول أعمال الاجتماعات يسيطر عليه الأمين العام وتتخذ القرارات بتوافق الآراء وليس بأغلبية الأصوات.
طغت أمانة اللجنة المركزية للحزب الشيوعي الصيني على المكتب السياسي في أوائل الثمانينيات تحت قيادة هو ياوبانغ،  لكنه عاد إلى الظهور كقوة مهيمنة بعد الإطاحة بهو عام 1987.

## المكتب السياسي الحالي
تم انتخاب المكتب السياسي التاسع عشر في الجلسة العامة الأولى للجنة المركزية التاسعة عشرة في أكتوبر 2017.

## روابط خارجية
- "Hu Jintao and the Party Politburo" ، شتاء 2004: شؤون الحزب ، بقلم Alice L. Miller ، مراقب القيادة الصيني رقم 9
- www.nodulo.org صور الأعضاء (الإسبانية)